# Manuel Prado y Colón de Carvajal
Manuel Prado y Colón de Carvajal (Quito, Ecuador, 17 de noviembre de 1931-Sevilla, España, 5 de diciembre de 2009) fue el administrador privado del rey Juan Carlos I durante más de 20 años. Estaba casado y tenía cinco hijos. Hermano de Diego Prado y Colón de Carvajal. Su primera mujer fue Paloma Eulate y Aznar, marquesa de Zuya. Su padre, un diplomático chileno destinado en Quito, se casó con una española que era descendiente directa de Cristóbal Colón.

## Biografía
Padre de Borja Prado Eulate, expresidente de Endesa, tío del historiador Fernando de Prado, e hijo de un diplomático chileno, fue senador por designación Real en junio de 1977. Estudió bachillerato en el Colegio Nuestra Señora del Pilar de Madrid y en el Instituto Ramiro de Maeztu. Licenciado en Derecho en la Universidad Complutense de Madrid y en Economía en el London School of Economics.
Su actividad empresarial se desarrolló sobre la base de la promoción exterior de la industria siderometalúrgica, de telecomunicación, automóvil y actividades financieras. Así, ocupó la presidencia de Iberia LAE entre 1976 y 1978 y fue presidente ejecutivo y posteriormente consejero de Infeisa y presidente de ADENA. También ostentó la Presidencia del Centro Iberoamericano de Cooperación y de la Comisión del V Centenario en 1981. Asimismo, Prado y Colón de Carvajal fue presidente de la Unión Provincial de Empresarios del Sindicato Provincial de Madrid, vicepresidente de honor del Sindicato Nacional del Metal y vocal del Consejo Nacional de Empresarios.
Instituyó también la Fundación de Ayuda contra la Drogadicción, que preside la Reina Sofía, y fue caballero de la Orden de Santiago, caballero de honor y devoción de la Orden de Malta, caballero del Real Cuerpo colegiado de Hijosdalgos de la Nobleza de Madrid.
Entre las condecoraciones obtenidas a lo largo de su vida, destacan la Gran Cruz al Mérito Aeronáutico, la Gran Cruz al Mérito Naval, la Legión de Honor de Francia en grado de Comendador y la Real Orden de Abdul Aziz de Arabia Saudí. Fue Presidente y Fundador de la Fundación Cristóbal Colón. También fue jefe de la Casa de Dña. María de las Mercedes, Condesa de Barcelona, Madre del Rey Don Juan Carlos I.

## Implicado y condenado en varios procesos judiciales
Prado y Colón de Carvajal ingresó el 26 de abril de 2004 en la cárcel de Sevilla para cumplir una condena de dos años por el caso Wardbase.

"...Concretamente, la operación Wardbase investigaba si el pago a Manuel Prado y Colón de Carvajal de 2.000 millones de pesetas (unos 12 millones de euros) del Grupo Torras en 1992 fue consentido por el principal accionista del holding (la sociedad kuwaití de inversiones KIO) o si –tal y como consideró el tribunal finalmente– fue ordenado por iniciativa de De la Rosa sin el conocimiento de la compañía..."

Por razones humanitarias se le concedió el segundo grado penitenciario dos meses después.
Como responsable de Grand Tibidabo, fue condenado en 2008 por apropiación indebida a tres meses de prisión por la Audiencia Nacional en el caso de la descapitalización de la compañía catalana.
El Tribunal Supremo ya le había condenado a un año de prisión por apropiación indebida en septiembre de 2007 por un desvío de dinero del Grupo Torras. 
Además, en el año 1997 fue acusado por la vedette Bárbara Rey de ser el autor intelectual del robo de varias cintas y documentos que demostrarían la relación sentimental de esta última con el entonces Rey de España Juan Carlos I

## Gestión como administrador privado de Juan Carlos I
El ingeniero, economista y escritor español Roberto Centeno González, cuya trayectoria profesional ha discurrido en diversas empresas públicas del Estado español como ENAGAS o CAMPSA, ha afirmado que tras hacerse responsable de la contratación de un cargamento de petróleo kuwaití, el entonces Ministro de Hacienda, Francisco Fernández Ordóñez, le hizo una llamada de atención para que no volviera a formalizar contrato de suministro de petróleo alguno en Oriente Próximo porque ese terreno estaba reservado para Prado. Así, según nos cuenta el propio Centeno, Fernández Ordóñez le llegó a decir lo siguiente:  

«Mira: ha estado aquí Manolo Prado, que se ha enterado de que estabas en Kuwait y me ha montado un pollo que no puedes ni imaginar; me ha dicho que Arabia Saudí y los Emiratos son exclusivamente suyos y que nadie más que él puede negociar ni un barril, así que ni se te ocurra volver a hacer nada parecido».

El economista termina diciendo que Juan Carlos I, a través de su representante y administrador privado Manuel Prado, «tenía el monopolio de nuestros suministros extra durante la crisis del petróleo», y que «Hacienda pagaba por el petróleo lo que ponía en la factura, sin entrar en averiguación alguna y menos cometer la ordinariez de decir que se podía comprar más barato cuando el conseguidor era Prado».